# روي إيفانز (لاعب كرة قاعدة)
روي إيفانز (بالإنجليزية: Roy Evans)‏ هو لاعب كرة قاعدة أمريكي، ولد في 19 مارس 1874 في نوكسفيل في الولايات المتحدة، وتوفي في 15 أغسطس 1915 في غالفستون في الولايات المتحدة.

## وصلات خارجية
- روي إيفانز على موقعبيزبول رفرنس.كوم (الدوري الرئيسي) (الإنجليزية)
- روي إيفانز على موقعبيزبول رفرنس.كوم (الدوري الثانوي) (الإنجليزية)
- روي إيفانز على موقع مشجعي الرسوم البيانية (الإنجليزية)